# Hyalinoecia acuta
Hyalinoecia acuta är en ringmaskart som beskrevs av Imajima 1999. Hyalinoecia acuta ingår i släktet Hyalinoecia och familjen Onuphidae. Inga underarter finns listade i Catalogue of Life.